# Tönnersjö häradsdräkt
Tönnersjö häradsdräkt är en folkdräkt från Tönnersjö härad i norra Halland. I Tönnersjö härad används också flera sockendräkter, till exempel Brearedsdräkten.

## Kvinnodräkten
Kvinnodräkten består av en vit linnesärk dekorerad med röda broderier. Den har en blå yllekjol. Till kjolen bärs ett randigt förkläde. Livstycket är i rött ylle. Bindmössan är i grått siden med broderier. Till dräkten hör ett så kallat "halslås", ett halssmycke i silver och ett rutigt halskläde av bomull.
Det förekommer även andra varianter av kvinnodräkten. På 1920-talet rekonstruerades en dräkt med blå-lila kjol, tvärrandigt livstycke i opphämta i vitt, blått, rosa, gult. Till den dräkten bärs vitt förkläde och rosa bindmössa.

## Mansdräkten
Mansdräkten består av knäbyxor i sämskat skinn, en dubbelknäppt väst i mörkblått och dubbelknäppt mörkblå jacka. Mössa och strumpor mönsterstickade i rött och vitt. Dräkten går tillbaka till en högtidsdräkt som finns bevarad på Hallands museum.